# Jerónimo Bermúdez
Jerónimo Bermúdez, španski dramatik, * 1530, † 1599.
Bermúdez je deloval v času španske zlate dobe.